# Krasnolisî, Skvîra
Krasnolisî (în ucraineană Красноліси) este o comună în raionul Skvîra, regiunea Kiev, Ucraina, formată numai din satul de reședință.

## Demografie
Componența lingvistică a comunei Krasnolisî
     Ucraineană (95,12%)
     Română (2,44%)
     Rusă (2,06%)
     Alte limbi (0,19%)
Conform recensământului din 2001, majoritatea populației comunei Krasnolisî era vorbitoare de ucraineană (95,12%), existând în minoritate și vorbitori de română (2,44%) și rusă (2,06%).